# Мопед
Мопед је врста возила слична мотоциклу који садржи и педале. Обично су бржи од бицикла, а спорији од мотоцикла и због тога је у неким државама забрањено возити их по аутопуту. Мопеди су слични скутерима с тим што су скутери имају снажнији мотор и лакше је управљати њима.

## Етимологија
Реч мопед је настала као портманто шведских речи за мотор и педале.

## Историја
Први мопеди су у суштини били бицикли са придруженим мотором закаченим обично за предњи точак. Касније су се у УК појавили савременији и другачији мопеди, а компаније из других држава су такође радиле на томе, на пример DKW и JAWA.